# Rolemo
Rolemo is een historisch Nederlands merk dat in de jaren vijftig (1955-1958) bromfietsen bouwde.
De merknaam is een afkorting van Rovers Lemelerveldse Motoren.
Reiner Rovers kocht de meeste onderdelen in, en assembleerde de bromfietsen, die hij uitrustte met een Sachs motorblokje zonder versnelling. Men moest de bromfiets aanfietsen, maar kwam dan met de 49 cc best nog wel een berg op. 
Rovers was ook de uitvinder van de beroemde bromfietslift die bij elke handelaar aan de zolder hing. Dit was een soort pneumatische cilinder waarmee bromfietsen konden worden opgetild, zodat er beter aan gewerkt kon worden.